# Municipio de Rock Island (Illinois)
El municipio de Rock Island (en inglés: Rock Island Township) es un municipio ubicado en el condado de Rock Island en el estado estadounidense de Illinois. En el año 2010 tenía una población de 17776 habitantes y una densidad poblacional de 1.194,87 personas por km².

## Geografía
El municipio de Rock Island se encuentra ubicado en las coordenadas 41°30′24″N 90°33′54″O / 41.50667, -90.56500. Según la Oficina del Censo de los Estados Unidos, el municipio tiene una superficie total de 14.88 km², de la cual 12.55 km² corresponden a tierra firme y (15.67%) 2.33 km² es agua.

## Demografía
Según el censo de 2010, había 17776 personas residiendo en el municipio de Rock Island. La densidad de población era de 1.194,87 hab./km². De los 17776 habitantes, el municipio de Rock Island estaba compuesto por el 61.67% blancos, el 25.62% eran afroamericanos, el 0.3% eran amerindios, el 2.24% eran asiáticos, el 0.01% eran isleños del Pacífico, el 5.66% eran de otras razas y el 4.5% pertenecían a dos o más razas. Del total de la población el 13.27% eran hispanos o latinos de cualquier raza.